# 白江駅
白江駅（はっこうえき、中文表記: 白江站）は、中華人民共和国広東省広州市増城区大林東路にある広州地下鉄13号線の駅である。駅番号は13/08。

## 歴史
- 2017年12月28日：開業[1]。

## 駅構造
島式ホーム1面2線を有する地下駅。

### のりば
| 番線 | 路線     | 行先     |
| ---- | -------- | -------- |
| 1    | ■ 13号線 | 新沙方面 |
| 2    | ■ 13号線 | 魚珠方面 |

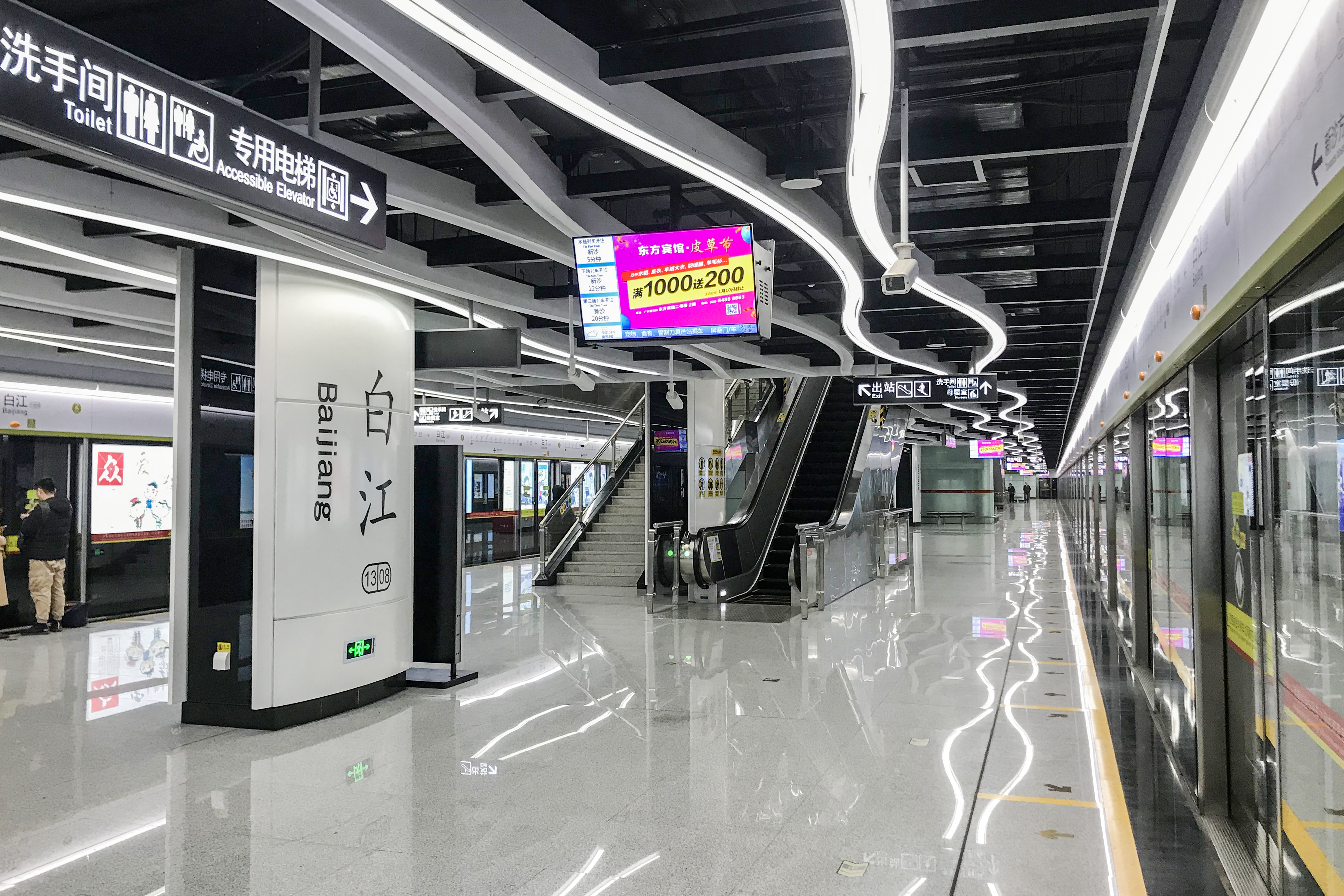
ホーム
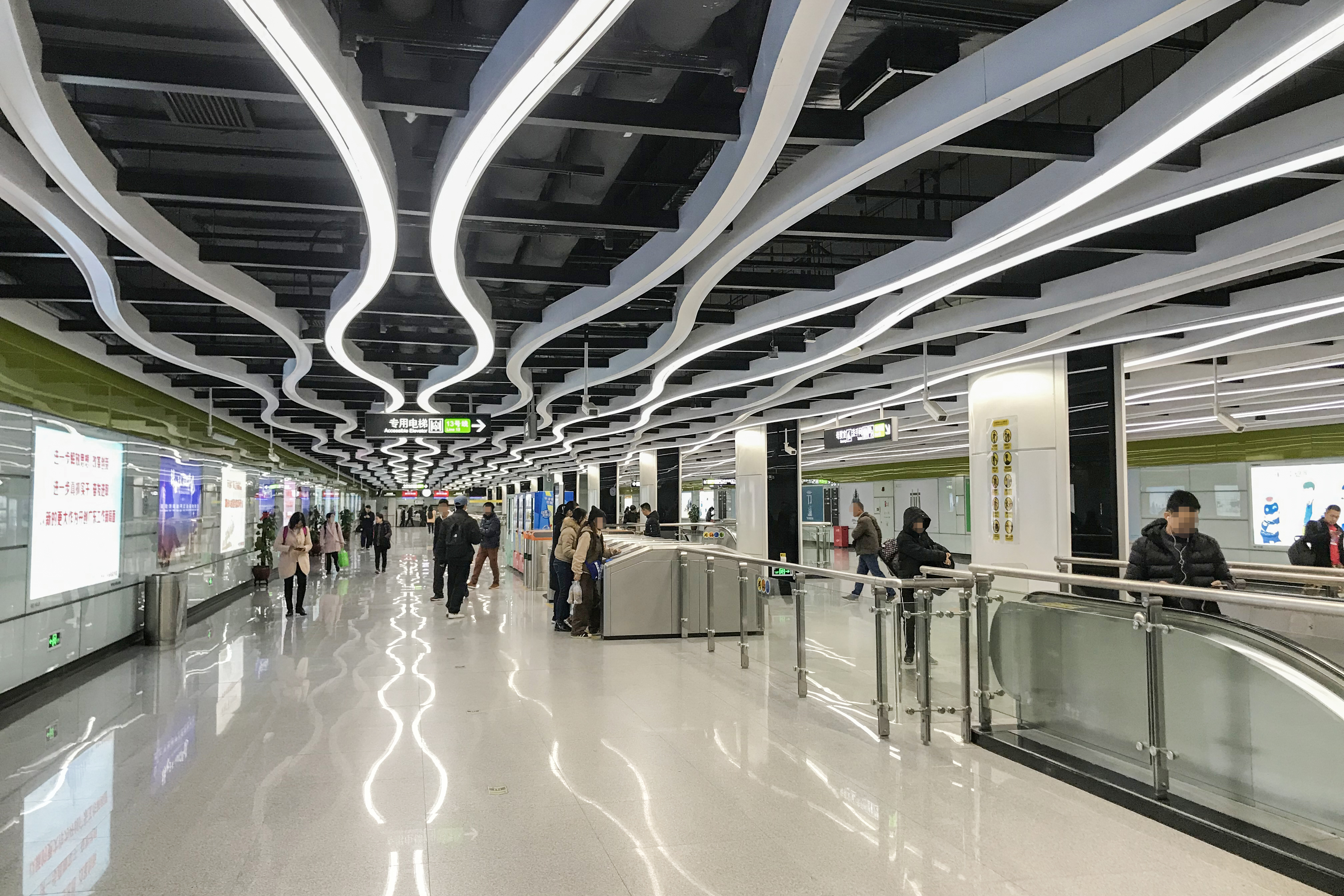
コンコース

## 駅周辺
- 文祭嶺
- 恵百氏広場
- 東方名都
- 東景華庭
- 東寧建築裝飾材料城

## 隣の駅
広州地下鉄
■ 13号線
沙村駅 1307 - 白江駅 1308 - 新塘駅 1309